# Miloš Kocić
Miloš Kocić (in serbo Mилoш Koчић?; Leskovac, 4 giugno 1985) è un ex calciatore serbo, di ruolo portiere.

## Palmarès
- Canadian Championship: 3

Toronto: 2010, 2011, 2012